# Anne Bonny
Anne Bonny (8 tháng 3 năm 1702 - có thể 25 tháng 4 năm 1782) là một phụ nữ người Ireland đã trở thành một nữ cướp biển nổi tiếng, hoạt động trong vùng biển Caribbean cùng với Mary Read.